# Creedence Clearwater Revival
Creedence Clearwater Revival (abgekürzt als CCR) war eine US-amerikanische Rockband aus El Cerrito im Contra Costa County in der Bay Area, Kalifornien, die unter diesem Bandnamen zwischen November 1967 und November 1972 aktiv war. Musik und Text ihrer Stücke stammen im Wesentlichen von ihrem Gründer, dem Sänger und Gitarristen John Fogerty. Zu den bekanntesten Hits der Gruppe gehören Proud Mary, Bad Moon Rising, Hey Tonight, Green River, Down on the Corner, Fortunate Son und Have You Ever Seen the Rain.

## Bandgeschichte

### Vorläuferbands – Die frühen Jahre
Die Musiker begannen als The Blue Velvets, gegründet Anfang 1959 von John Fogerty und dessen Schulfreund Doug Clifford, sowie dem kurz darauf dazugestoßenen Bassisten und Pianisten Stuart „Stu“ Cook, als sie noch in El Cerrito auf die Highschool gingen.
In einem Interview erklärte Doug Clifford, dass er John Fogerty in der Schule im Musikraum kennenlernte, wo dieser Klavier spielte. Er war auf den Raum aufmerksam geworden, weil Fogerty dort gerade die Art von Musik hörte, für die sich auch Clifford interessierte, nämlich Stücke von Fats Domino und Little Richard. Es kam zu folgendem Gespräch: Clifford: […] “I said ‘Do you wanna start a band?’ He said ‘what do you play?’ I said ‘I’m a drummer.’[…]” („Ich sagte: ‚Willst Du eine Band gründen?‘ Er sagte: ‚Was spielst du?‘ Ich sagte: ‚Ich bin Schlagzeuger.‘“) Clifford besaß zu dieser Zeit eine Snaredrum und eine Bassdrum. […] “He said ‘Well, let’s do that, but actually I play guitar. I’m looking for a piano player.‘” („Er sagte: ‚Gut, lass uns das machen, aber ich spiele eigentlich Gitarre. Ich suche einen Klavierspieler.‘“)
Nach fünf Monaten ergänzte Stu Cook das Duo. Anfangs spielte er Klavier und lernte später noch Bassgitarre zu spielen. Etwas später gesellte sich dann noch Tom Fogerty, der ältere Bruder von John, zur Band. Sie spielten nun gemeinsam wie zuvor schon auf Schulveranstaltungen und kleinen Festen wie Tanzstundenbällen, wobei ihr Repertoire im Wesentlichen aus Instrumentalversionen der damaligen Hits bestand. Während dieser Zeit nahmen sie bereits einige Platten für den örtlichen Orchester-Musikverlag auf, blieben aber erfolglos.
Nach dem Highschool-Abschluss aller Bandmitglieder arbeiteten The Blue Velvets kaum noch an einer musikalischen Karriere. Tom, der ältere der Fogerty-Brüder, hatte bereits eine eigene Familie zu versorgen; Doug Clifford und Stu Cook gingen aufs College und John Fogerty zur „Army Reserve“.
Als die vier 1964 einige Demoaufnahmen zur Plattenfirma Fantasy Records brachten, war man dort von der Musik der Blue Velvets angetan. Die Musikstücke mit anschließend hinzugefügten Gesangsaufnahmen kamen dann als Schallplatte auf den Markt.
Allerdings waren die Musiker nicht begeistert, als sie bei der Veröffentlichung feststellen mussten, dass die Plattenfirma die Band in The Golliwogs – in Anlehnung an die Kinderbuchfigur Golliwog – umbenannt hatte. Zunächst hielt sich der Erfolg weiter in Grenzen, sie veröffentlichten ein paar unbeachtete Singles. Dennoch stachen die vier Musiker schon damals mit von Rock ’n’ Roll, Beatmusik, Country und Blues beeinflussten Eigenkompositionen aus der Masse der örtlichen Musikgruppen heraus. Während John Fogerty bis 1967 beim Militär war, hielten sich die anderen drei mit Gelegenheitsjobs über Wasser.
Mit dem Lied Brown Eyed Girl, das im Jahr 1967 als Single veröffentlicht wurde, löste John Fogerty seinen Bruder Tom als Sänger ab. Dieser Wechsel bedeutete erneut einen musikalischen Aufbruch; mit Walk on the Water entstand bald darauf das erste Stück der Band, das kein Liebeslied war. Die letzte veröffentlichte Single unter dem bisherigen Namen The Golliwogs war Porterville.

### Creedence Clearwater Revival – Umbenennung, Durchbruch und Ruhm

Logo von CCR

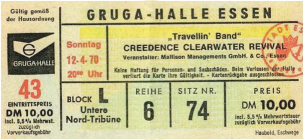

Im Dezember 1967 benannte sich die Gruppe in Creedence Clearwater Revival um. Dieser Name entstand (als Wortschöpfung angelehnt an englisch creed, „Glaube“, und credence, „Vertrauen“) aus dem Vornamen (Credence) eines befreundeten Arbeitskollegen von Tom Fogerty und einer Biermarke (Clearwater), die unter anderem mit Reinheit warb. Laut Doug Clifford sollte „Clearwater“ etwas Tiefes, Wahres und Reines symbolisieren und „Revival“ für den Neubeginn der Band, die laut John Fogerty bis dahin nichts als „ultraweiße Micky-Maus-Musik“ hervorgebracht habe, stehen. Das „Revival“ symbolisiert den Zusammenhalt der Band, die sich nach einigen teils unfreiwilligen Namensänderungen wieder selbst benennen durfte.
Der erste Titel, den sie unter diesem Namen aufnahmen, war Suzie Q., ein damals bereits elf Jahre altes Lied von Dale Hawkins, das sie schon seit ihrem Bestehen im Programm hatten. Anschließend nahmen sie I Put a Spell on You (von Screamin’ Jay Hawkins), Walk on the Water, Get down Woman, Gloomy und weitere Stücke auf. Der Titel The Working Man war bereits ein früher Versuch, den Kern der „lower-class“-Mentalität des Volkes anzusprechen.
Das erste Album mit dem Namen Creedence Clearwater Revival wurde Anfang 1968 fertiggestellt und im Juni desselben Jahres veröffentlicht. Die Reaktion auf diese Platte war groß; bei den Radio-Stationen gingen zahlreiche Hörerwünsche ein. Danach lief die Platte regelmäßig in den Radiosendungen, und es entstand eine regelrechte CCR-Manie.
Mit dem 1969 erschienenen Album Bayou Country fand die Band zu dem Stil, den sie auch über die nächsten Jahre beibehielt. Die Musik der Gruppe wurde nun als „Bayou Rock“ oder „Swamp Rock“ bezeichnet, da sich die Texte und immer wiederkehrende Themen mit ländlichen Weisheiten befassten. Schließlich nahm man an, dass Creedence Clearwater Revival aus Louisiana stammen müsse, was insbesondere durch die zweite Hit-Single Proud Mary bestärkt wurde. Dieser Mythos entwickelte sich hauptsächlich durch die Liebe John Fogertys zum Süden der USA; seine bevorzugte Musik, Blues und klassischer Rock ’n’ Roll, kamen fast ausnahmslos von dort. Und dieser Stil, außerdem mit einem Country-Einschlag, manifestierte sich auf dem nachfolgenden, ebenfalls 1969 erschienenen Album Green River mit dem gleichnamigen Titelsong sowie den weiteren Hits Lodi und Bad Moon Rising. Damit hatte die Band nun endgültig ihre musikalische Prägung gefunden.
Ihr Auftritt im selben Jahr als Mit-Headliner des Woodstock-Festivals erschien weder in dem Film über das Festival noch auf dem ursprünglichen Woodstock-Album, da John Fogerty und die Plattenfirma sich weigerten, die Rechte dazu freizugeben. Fogerty betrachtete den Auftritt, der gegen drei Uhr nachts nach einem langen Auftritt der Grateful Dead stattgefunden hatte, als zu schlecht, um veröffentlicht zu werden, da nur ein kleiner Teil des Publikums noch wach war und die Band angeblich mit technischen Schwierigkeiten zu kämpfen hatte. Erst am 2. August 2019 erschien ein vollständiger Mitschnitt unter dem Titel Live at Woodstock.
Mit dem Hit Fortunate Son auf dem Album Willy and the Poor Boys (November 1969) wurde Creedence Clearwater Revival zum ersten Mal politisch. Gegenstand der Kritik war der gefühllose Reiche, der die Macht zu seinen eigenen Zwecken verdreht; Bezüge zu dem zu der Zeit tobenden Vietnamkrieg drängen sich auf. Die Textzeilen: „It ain’t me, it ain’t me. I am no senator’s son. It ain’t me, it ain’t me. I am no fortunate one“ beziehen sich wahrscheinlich auf den Umstand, dass wohlhabendere und einflussreichere Bürger Möglichkeiten besaßen, sich dem Kriegsdienst zu entziehen. Down on the Corner war der größte Hit aus dieser LP, der weniger bekannte Titel Don’t Look Now (It Ain’t You or Me)  wurde von offizieller Seite stark angefeindet.
Zur Zeit der Veröffentlichung von Cosmo’s Factory (1970), der fünften LP, befand sich Creedence Clearwater Revival auf dem Höhepunkt ihrer Karriere. Hits aus dieser Periode sind Lookin’ Out My Back Door, Up Around the Bend und Who’ll Stop the Rain. Mittlerweile spielte die Band regelmäßig vor großem Publikum in der ganzen Welt, jede Single verkaufte sich millionenfach und jede ihrer bisherigen fünf LPs wies Verkaufszahlen von über einer Million auf. Sogar Raubpressungen waren auf dem Markt.
Die vier Musiker setzten sich stark für die Bürgerrechte ein und gaben zahlreiche Benefiz-Konzerte. Ohne dies bekannt zu machen, versorgten sie die Indianer der belagerten Alcatraz-Insel mit Lebensmitteln und Ausrüstungsgegenständen.
Die im Dezember 1970 veröffentlichte LP Pendulum wurde schon vor dem Erscheinungsdatum über eine Million Mal bestellt. Das Album enthielt Have You Ever Seen the Rain und mit Hey Tonight den einzigen Nummer-1-Hit für CCR in Deutschland. Beide Stücke erschienen als Single im Januar 1971. Jahre später wurde aber deutlich, dass John Fogerty auf Pendulum derart dominierte, dass sich seine drei Bandkollegen zu Statisten degradiert fühlten; die wesentlichen Beiträge zur Platte kamen, wie fast alle CCR-Hits, von ihm als Songwriter.  Vielleicht auch gerade deswegen sang Fogerty wohl nie souveräner als auf diesem Album. Der Gruppenverband war so jedoch nicht mehr aufrechtzuerhalten.
Von dem eingespielten Geld ihrer Hits sahen CCR kaum etwas, da die Verträge dieser Zeit nur die Kosten der Tourneen sowie Hotelkosten plus Verpflegung umfassten. Diese Knebel-Verträge wurden von den anderen Bandmitgliedern ebenfalls John Fogerty angelastet, was den Zerfall der Band noch beschleunigte. Noch in den 80er Jahren hatte John Fogerty mit diesen Verträgen zu kämpfen, da diese ihm sogar verboten, seine eigenen Songs öffentlich zu singen. Erst viel später lenkte der Verlag ein und man versöhnte sich bei einem Konzert.
Tom Fogerty schied im Februar 1971 aus, um sich mehr seiner Familie und einer Solokarriere widmen zu können. Auf dem im April 1972 erschienenen Album Mardi Gras legte jeder der verbliebenen drei Musiker seine eigenen Kompositionen vor. Die Platte sollte nach demokratischen Prinzipien innerhalb der Band entstehen, geriet aber stilistisch nicht einheitlich und fiel bei Fans und Kritik durch.

### Auflösung
Mitte 1972 löste sich Creedence Clearwater Revival schließlich auf. Trotz der sich verschlechternden Beziehungen zwischen den verbleibenden Bandmitgliedern folgte noch eine zweimonatige US-Tournee mit 20 Terminen. Am 16. Oktober 1972 – weniger als sechs Monate nach Ende der Tour – gaben Fantasy Records und die Band offiziell die Auflösung von CCR bekannt. Bis zur Auflösung hatten die Musiker in Berkeley gearbeitet, wo sie eine ehemalige Lagerhalle als Hauptquartier mit Büros, Studios, Basketballhalle und Garage für ihre Porsches nutzten. Stu Cook und Doug Clifford gründeten später mit anderen Musikern die Formation Creedence Clearwater Revisited, mit der sie die alten Hits am Leben erhielten. John Fogerty war nach der Trennung in verschiedenen Projekten und mit einer Solokarriere zunächst nur mäßig erfolgreich – erwähnenswert ist hier vor allem sein musikalischer Ausflug in die traditionelle Country-Music, den er unter dem verdeckten Namen The Blue Ridge Rangers und dem gleichnamigen Album im Jahr 1973 unternahm. 1975 veröffentlichte er auf seinem zweiten Soloalbum das Lied Rockin’ All Over the World, das zwei Jahre später durch Status Quo weltberühmt wurde. Erst 1985 hatte er mit dem Album Centerfield und den Singles Rock and Roll Girls und The Old Man Down the Road wieder kommerziellen Erfolg. Später fanden die Alben Blue Moon Swamp (1997) und Revival (2007) ebenfalls viel Beachtung. Fogerty ist bis heute mit seiner Band auf Tournee, wobei sein Live-Repertoire zum überwiegenden Anteil aus CCR-Stücken besteht.
Rhythmusgitarrist Tom Fogerty starb am 6. September 1990 mit 48 Jahren.
1993 wurde die Band in die Rock and Roll Hall of Fame aufgenommen. Der Rolling Stone listete sie 2011 auf Rang 82 der 100 größten Musiker aller Zeiten.
Der Asteroid (19398) Creedence wurde nach seiner Entdeckung im Jahre 1998 am 6. August 2009 nach der Band benannt.

## Diskografie
Studioalben

| Jahr | Titel Musiklabel                             | Höchstplatzierung, Gesamtwochen, AuszeichnungChartplatzierungen (Jahr, Titel, Musiklabel, Platzierungen, Wochen, Auszeichnungen, Anmerkungen) | Höchstplatzierung, Gesamtwochen, AuszeichnungChartplatzierungen (Jahr, Titel, Musiklabel, Platzierungen, Wochen, Auszeichnungen, Anmerkungen) | Höchstplatzierung, Gesamtwochen, AuszeichnungChartplatzierungen (Jahr, Titel, Musiklabel, Platzierungen, Wochen, Auszeichnungen, Anmerkungen) | Höchstplatzierung, Gesamtwochen, AuszeichnungChartplatzierungen (Jahr, Titel, Musiklabel, Platzierungen, Wochen, Auszeichnungen, Anmerkungen) | Höchstplatzierung, Gesamtwochen, AuszeichnungChartplatzierungen (Jahr, Titel, Musiklabel, Platzierungen, Wochen, Auszeichnungen, Anmerkungen) | Anmerkungen                                                                                       |
| Jahr | Titel Musiklabel                             | DE | AT | CH | UK | US | Anmerkungen                                                                                       |
| ---- | -------------------------------------------- | --- | --- | --- | --- | --- | ------------------------------------------------------------------------------------------------- |
| 1968 | Creedence Clearwater Revival Fantasy Records | DE— GoldDE | — | — | — | US52 Platin · (73 Wo.)US | Erstveröffentlichung: 5. Juli 1968 Produzent: Saul Zaentz                                         |
| 1969 | Bayou Country Fantasy Records                | DE33 Gold · (8 Wo.)DE | — | — | UK62 (1 Wo.)UK | US7 ×2Doppelplatin · (88 Wo.)US | Erstveröffentlichung: 5. Januar 1969 Charteintritt in UK erst im Mai 1970 Produzent: John Fogerty |
| 1969 | Green River Fantasy Records                  | DE11 Gold · (16 Wo.)DE | — | — | UK20 (6 Wo.)UK | US1 ×3Dreifachplatin · (88 Wo.)US | Erstveröffentlichung: 3. August 1969 Produzent: John Fogerty Platz 95 der Rolling-Stone-500       |
| 1969 | Willy and the Poor Boys Fantasy Records      | DE25 (24 Wo.)DE | — | — | UK10 (24 Wo.)UK | US3 ×2Doppelplatin · (60 Wo.)US | Erstveröffentlichung: 2. November 1969 Produzent: John Fogerty Platz 392 der Rolling-Stone-500    |
| 1970 | Cosmo’s Factory Fantasy Records              | DE4 Gold · (28 Wo.)DE | — | — | UK1 Gold · (15 Wo.)UK | US1 ×4Vierfachplatin · (69 Wo.)US | Erstveröffentlichung: 16. Juli 1970 Produzent: John Fogerty Platz 265 der Rolling-Stone-500       |
| 1970 | Pendulum Fantasy Records                     | DE3 (40 Wo.)DE | — | — | UK8 (12 Wo.)UK | US5 Platin · (42 Wo.)US | Erstveröffentlichung: 7. Dezember 1970 Produzent: John Fogerty                                    |
| 1972 | Mardi Gras Fantasy Records                   | DE10 (16 Wo.)DE | — | — | — | US12 Gold · (24 Wo.)US | Erstveröffentlichung: 11. April 1972 Produzenten: Doug Clifford, John Fogerty, Stu Cook           |

grau schraffiert: keine Chartdaten aus diesem Jahr verfügbar